# SK Sturm Graz II
Der SK Sturm Graz II ist die zweite Mannschaft des österreichischen Bundesligisten SK Sturm Graz. Die Mannschaft spielt seit der Saison 2022/23 in der 2. Liga, der zweithöchsten Spielklasse.

## Geschichte
Den Sturm Amateuren gelang 1998 in einer Spielgemeinschaft mit dem ehemaligen Zweitligisten LUV Graz erstmals der Aufstieg in die drittklassige Regionalliga Mitte. In dieser hielt sich Sturm Amateure/LUV allerdings nur eine Spielzeit lang, bereits 1999 stieg man als Vorletzter wieder in die Landesliga ab. Nach der Saison 2000/01 wurde die Spielgemeinschaft beendet und die Sturm Amateure nahmen fortan den Platz von LUV in der Landesliga ein. Prompt in der ersten Saison gelang den Sturm Amateuren 2002 der Wiederaufstieg in die Regionalliga, auf den Vizemeister FC Großklein hatte man einen Vorsprung von 13 Punkten.
In der Saison 2002/03 erreichte der Aufsteiger den zehnten Tabellenrang. In der Saison 2003/04 verbesserte man sich auf den achten Platz. In der Saison 2004/05 erreichten die Sturm Amateure den sechsten Tabellenrang. In der Saison 2005/06 nahmen die Sturm Amateure auch am ÖFB-Cup teil, nachdem man in der Vorrunde den ASK Voitsberg hatte besiegen können. In der ersten Cuprunde besiegte man die Red Bull Juniors, die Amateure des FC Red Bull Salzburg. In der zweiten Runde scheiterte man schließlich am Bundesligisten FC Wacker Tirol. In der Liga belegte man in jener Spielzeit den elften Rang. Nachdem man in der Saison 2006/07 den neunten Rang belegt hatte, gelang den Grazern in der Saison 2007/08 mit Platz fünf ihre bis dahin beste Tabellenplatzierung. Diese konnte man in der Saison 2008/09 nochmals toppen, die Sturm Amateure belegten den dritten Tabellenrang. Auf den Meister und somit Zweitligaaufsteiger TSV Hartberg fehlten dennoch acht Punkte. Auf die beste Saison folgte prompt die schlechteste Spielzeit: In der Saison 2009/10 belegte man den 13. Tabellenrang, der erste Nichtabstiegsplatz in der Tabelle. Trotzdem hatten die Grazer einen Vorsprung von acht Punkten auf den 14. SVL Flavia Solva. In jener Saison nahm man zudem wieder am Cup teil, nachdem man sich in der Qualifikation gegen den SC Kalsdorf durchgesetzt hatte. In der ersten Runde besiegte man den Bundesligisten Kapfenberger SV und in der zweiten Runde schied man schließlich gegen den Bundesligisten SV Ried aus.
In der Saison 2010/11 war der Klassenerhalt schon knapper: Man belegte zwar den zwölften Rang, hatte jedoch nur einen Vorsprung von sieben Punkten auf den SV Feldkirchen. Allerdings qualifizierten sich die Grazer erneut für den Cup, nach einem Vorrundensieg gegen den SC Weiz, jedoch schied man gegen den späteren Sieger Ried bereits in der ersten Runde aus. In der Saison 2011/12 erreichte man in der Regionalliga Mitte zwar den neunten Rang, auf die Abstiegsränge hatten die Grazer jedoch nur einen Vorsprung von fünf Punkten. Nachdem sich die Grazer in der Vorrunde gegen den SV Frohnleiten durchgesetzt hatten, nahmen sie in der Saison 2011/12 zudem zum dritten Mal in Folge am Cup teil. Man scheiterte allerdings erneut in der ersten Runde, diesmal in der Verlängerung am Zweitligisten LASK.
In der Spielzeit 2012/13 belegte Sturm II den zwölften Rang. Mit Rang acht in der Saison 2013/14 gelang den Steirern wieder ein einstelliger Tabellenplatz. In der Saison 2014/15 verbesserte sich das Team auf den siebten Tabellenrang. 2015/16 belegte Sturm II den elften Rang, 2016/17 Platz zehn. Nachdem man in der Saison 2017/18 einen grandiosen Saisonstart gehabt hatte und bis zum zwölften Spieltag sogar Tabellenerster gewesen war, suchten die Grazer erfolgreich um eine Zulassung für die 2. Liga an. Schlussendlich belegte man allerdings nur den neunten Rang, auf den schlechtesten der vier Aufsteiger, SK Austria Klagenfurt, fehlten den Grazern sechs Zähler. In der Saison 2018/19 erhielt Sturm II erneut eine Zweitligazulassung, als Siebter und mit einem Rückstand von 21 Punkte auf den Meister Grazer AK hatte man jedoch mit dem Aufstieg nichts zu tun. In der Saison 2019/20 belegte man nach 17 Spieltagen den ersten Rang, ehe die Saison aufgrund der COVID-19-Pandemie abgebrochen wurde.
Vor dem Start der Saison 2021/22 kam es unter den Vereinsmitgliedern zu einer Abstimmung über einen neuen Vereinsnamen der Amateurmannschaft; dabei setzte sich die Bezeichnung SK Sturm Graz II vor den beiden anderen Vorschlägen Junge Schwoaze und Sturm Zwa durch. In der Saison 2021/22 gelang den Grazern dann der Meistertitel in der Regionalliga Mitte und damit der erstmalige Zweitligaaufstieg.

## Personal

### Trainerteam
Stand: 2. Juli 2025
| Funktion        | Name            | Geburtsdatum | Nationalität | beim Verein seit | letzter Verein        |
| --------------- | --------------- | ------------ | ------------ | ---------------- | --------------------- |
| Trainer         | Christoph Wurm  | 17.09.1992   | Osterreich   | 01/2025          | AKA St. Pölten        |
| Co-Trainer      | Jakob Jantscher | 08.01.1989   | Osterreich   | 07/2025          | Spieler ASK Voitsberg |
| Co-Trainer      | Hannes Ehrhard  | 06.07.2000   | Deutschland  | 01/2025          | MKE Ankaragücü        |
| Tormann-Trainer | Philipp Fraiss  | 22.07.1990   | Osterreich   | 07/2024          | AKA Sturm Graz        |

### Aktueller Kader
Stand: 15. August 2025
| Rücken- nummer | Name                      | Geburtsdatum | Nationalität            | beim Verein seit | letzter Verein       |          |
| Torhüter       | Torhüter                  | Torhüter     | Torhüter                | Torhüter         | Torhüter             | Torhüter |
| -------------- | ------------------------- | ------------ | ----------------------- | ---------------- | -------------------- | -------- |
| 01             | Nils Donat                | 23.03.2007   | Osterreich              | 2025             | Kremser SC           |          |
| 32             | Christoph Wiener-Pucher   | 08.10.2006   | Osterreich              | 2023             | AKA Sturm Graz       |          |
| 41             | Elias Lorenz              | 27.03.2006   | Osterreich              | 2022             | AKA Salzburg         |          |
| 45             | Luis Reicher              | 15.08.2007   | Osterreich              | 2024             | AKA Sturm Graz       |          |
| Verteidigung   |                           |              |                         |                  |                      |          |
| 02             | Smail Bakhty              | 29.11.2006   | Marokko                 | 2025             | FAR Rabat Jugend     |          |
| 04             | Ismaël Jabateh            | 20.03.2007   | Frankreich              | 2025             | AJ Auxerre U-19      |          |
| 05             | David Burger              | 14.09.2005   | Osterreich              | 2023             | AKA Sturm Graz       |          |
| 06             | Gabriel Haider            | 18.06.2002   | Osterreich              | 2023             | SK Sturm Graz        |          |
| 13             | Jonas Wolf                | 21.07.2006   | Osterreich              | 2023             | AKA Sturm Graz       |          |
| 18             | Emran Soglo               | 11.07.2005   | England                 | 2025             | SK Sturm Graz        |          |
| 19             | Tim Ulreich               | 10.07.2007   | Osterreich              | 2024             | AKA Sturm Graz       |          |
| 21             | Tizian-Valentino Scharmer | 13.02.2004   | Osterreich              | 2023             | SV Ried              |          |
| 27             | Sebastian Pirker          | 07.03.2006   | Osterreich              | 2023             | AKA Sturm Graz       |          |
| 30             | Senad Mustafić            | 07.09.2005   | Bosnien und Herzegowina | 2023             | AKA Sturm Graz       |          |
| 31             | Barne Pernot              | 11.06.1999   | Deutschland             | 2025             | SC Fortuna Köln      |          |
| 34             | Niklas Geyrhofer          | 11.02.2000   | Osterreich              | 2018             | AKA Sturm Graz       |          |
| 37             | Kristjan Bendra           | 30.01.2006   | Slowenien               | 2025             | FC Liefering         |          |
| Mittelfeld     |                           |              |                         |                  |                      |          |
| 05             | Luca Morgenstern          | 10.06.2008   | Osterreich              | 2025             | FC Lendorf           |          |
| 10             | Lord Afrifa               | 05.06.2006   | Ghana                   | 2024             | Great Corinthians FC |          |
| 11             | Thomas Gurmann            | 19.08.2006   | Osterreich              | 2025             | Kremser SC           |          |
| 17             | Jonas Löcker              | 08.03.2005   | Osterreich              | 2022             | AKA Sturm Graz       |          |
| 22             | Julius Beck               | 27.04.2005   | Danemark                | 2025             | SK Sturm Graz        |          |
| 29             | Youba Koïta               | 23.03.2006   | Mali                    | 2024             | ATS Koro             |          |
| 33             | Wisler Lazarre            | 10.06.2007   | Frankreich              | 2025             | EA Guingamp U-19     |          |
| 35             | Luca Weinhandl            | 11.01.2009   | Osterreich              | 2024             | AKA Sturm Graz       |          |
| 44             | Abdoulie Kanté            | 01.01.2008   | Gambia                  | 2023             | AKA Sturm Graz       |          |
|                | Jakob Ploner              | 03.05.2007   | Osterreich              | 2025             | AKA Salzburg         |          |
| Angriff        |                           |              |                         |                  |                      |          |
| 09             | Szymon Włodarczyk         | 05.01.2003   | Polen                   | 2025             | SK Sturm Graz        |          |
| 14             | Belmin Beganović          | 09.09.2004   | Osterreich              | 2024             | SV Ried              |          |
| 38             | Jonas Peinhart            | 16.02.2009   | Osterreich              | 2025             | AKA Sturm Graz       |          |
| 42             | Richmond Osayantin        | 19.06.2007   | Osterreich              | 2023             | AKA Sturm Graz       |          |
| 45             | Daniel Sumbu              | 04.05.2007   | Angola                  | 2025             | Arminia Bielefeld    |          |
| 77             | Bryan Teixeira            | 01.09.2000   | Kap Verde               | 2025             | SK Sturm Graz        |          |

### Transfers
Stand: 29. Juli 2025
| Zugänge: | Abgänge: |
| Sommer 2025 | Sommer 2025 |
| --- | --- |
| - Kristjan Bendra (FC Liefering) - Nils Donat (Kremser SC) - Ismaël Jabateh (AJ Auxerre U-19) - Wisler Lazarre (EA Guingamp U-19) - Luca Morgenstern (FC Lendorf) - Barne Pernot (SC Fortuna Köln) - Jakob Ploner (AKA Salzburg) | - Jan Heuserer (Deutschlandsberger SC) - Ermal Krasniqi (Union Gurten) - Oliver Sorg (FC Augsburg II) - Do-An Lee (vereinslos) - Nikola Stošić (vereinslos) - Jonas Karner (TSV Hartberg, Leih-Ende) |

## Trainerhistorie
- Michael Petrović (1996–1998)
- Franco Foda (2001–2002)
- Manfred Wirth (2002–2003)
- Franco Foda (2003–2006)
- Christian Peintinger (2006–2007)
- Hannes Reinmayr (2007–2008)
- Christian Peintinger (2008–2011)
- Dietmar Pegam (2011–2012)
- Markus Schopp (2012–2017)
- Stojadin Rajkovic (2013)
- Joachim Standfest (2017)
- Thomas Hösele (2018–2023)
- Jürgen Säumel (2024)
- Thomas Hösele (2024)

## Stadion

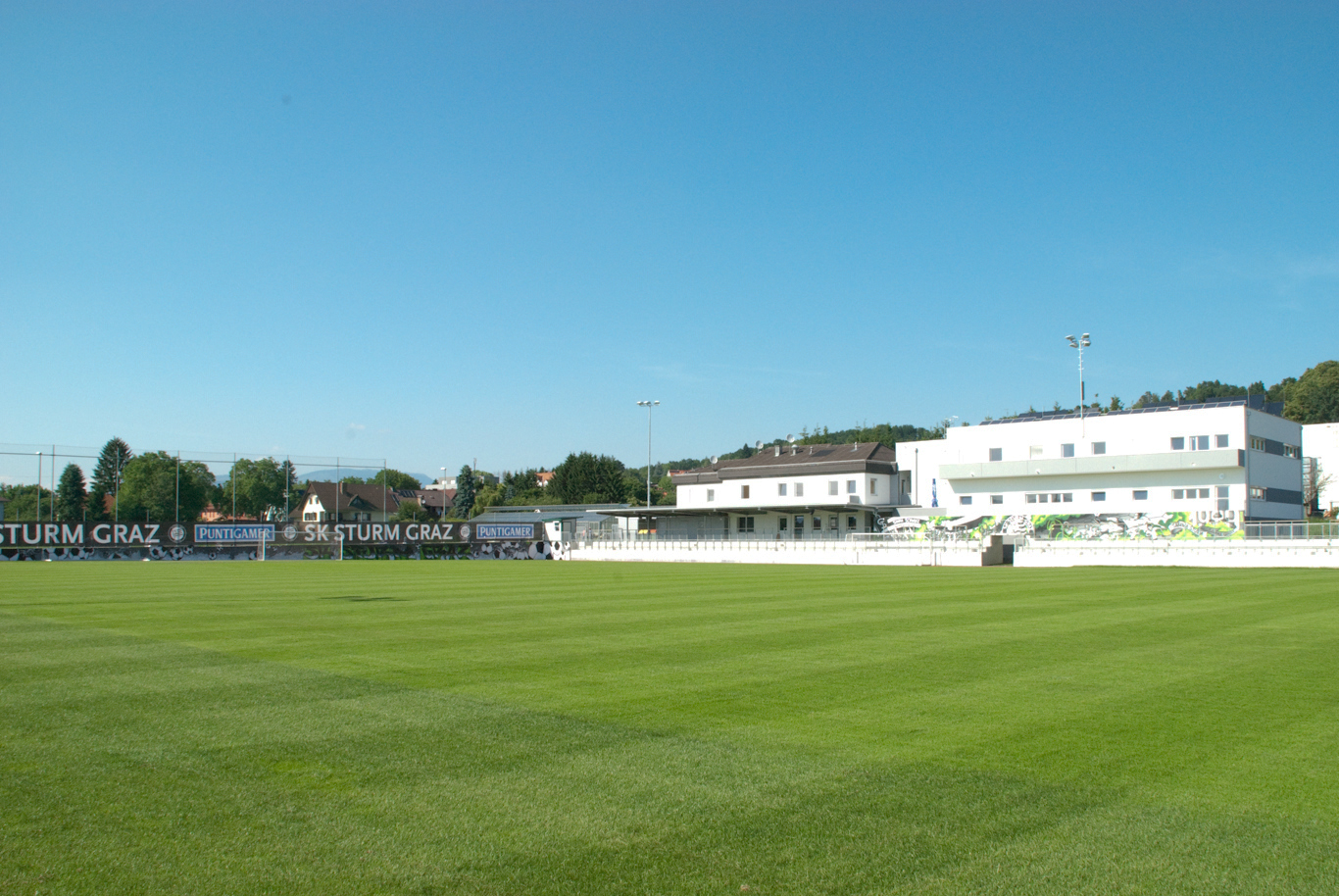
Trainingszentrum Messendorf (2010)

Die Amateure von Sturm spielten im Amateurbereich im Gegensatz zu den Profis im Trainingszentrum Messendorf. Zur Saison 2022/23 zog man dann nach dem Zweitligaaufstieg in das Solarstadion des FC Gleisdorf 09 in Gleisdorf. Während der Saison 2023/24 musste Sturm II in die Wiener Neustadt Arena ausweichen, da der Heimspielstätte, dem Solarstadion Gleisdorf, die Stadionzulassung durch den Senat 3 der Bundesliga entzogen worden war.